# Чариг, Марк
Марк Чариг (англ. Mark Charig; род. 22 февраля 1944, Лондон, Англия) — британский музыкант-инструменталист, основные инструменты труба и корнет. Сотрудничал со многими известными музыкантами и коллективами, среди которых Элтон Дин, Барри Гай, Джон Болдри, Кит Типпетт, Soft Machine и многие другие. В качестве сессионного музыканта участвовал в записи трёх альбомов группы King Crimson:  Lizard (1970), Islands (1971) и Red (1974).

## Биография
Марк Чариг, родившийся в Лондоне в 1942 году, начал свою музыкальную карьеру на местной клубной сцене в середине 1960-х годов. Через некоторое время он вошёл в джазовый коллектив под названием The Keith Tippett Group, организованный пианистом Китом Типпеттом, в который также вошли саксофонист Элтон Дин и тромбонист Ник Эванс. Вскоре группе удалось заключить контракт с молодым лейблом Vertigo Records и выпустить два альбома You Are Here... I Am There (1970) и Dedicated to You But You Weren't Listening (1971), которые не имели большого успеха и остались практически незамеченными.
Гораздо более важной была роль, которую Типпетт и Чариг сыграли в записях группы King Crimson. Чариг принял участие в записях трёх альбомов: Lizard (1970), Islands (1971) и Red (1974). Он был особенно заметен именно на первом из них благодаря двум длинными соло. В последующие годы Чариг записал сольный альбом Pipedream (1977, с участием Типпетта и других друзей) и в основном оставался в рамках блюзового прогрессивного джаза и джаз-фьюжн.

## Избранная дискография
- Pipedream with Keith Tippett, Ann Winter, (Ogun, 1977)
- Amore with Taya Fisher, Floros Floridis (J.N.D., 1985)
- Live in Mestre with Radu Malfatti, Evan Parker, Tony Rusconi (WM Boxes, 2011)
- Free Music On a Summer Evening with Jörg Fischer, Georg Wolf (sporeprint, 2014)

Вместе с Maarten Altena
- Rif (Claxon, 1987)
- Quotl (hat ART, 1989)
- Cities & Streets (hat ART, 1991)

Вместе с Элтоном Дином
- Elton Dean (CBS, 1971)
- Oh! for the Edge (Ogun, 1976)
- Happy Daze (Ogun, 1977)
- Boundaries (Japo, 1980)
- Live at the BBC (Hux, 2003)
- Ninesense Suite (Jazzwerkstatt, 2011)
- The 100 Club Concert 1979 (Reel, 2012)

Вместе с Барри Гаем/London Jazz Composers Orchestra
- Ode (Incus, 1972)
- Zurich Concerts (Intakt, 1988)
- Harmos (Intakt, 1989)
- Double Trouble (Intakt, 1990)
- Theoria (Intakt, 1992)
- Portraits (Intakt, 1994)
- Three Pieces for Orchestra (Intakt, 1997)
- Double Trouble Two (Intakt, 1998)
- Study II/Stringer (Intakt, 2005)

Вместе с King Crimson
- Lizard (Island, 1970)
- Islands (Island, 1971)
- Red (Island, 1974)

Вместе с Chris McGregor
- Chris McGregor's Brotherhood of Breath (RCA/Neon, 1970)
- Brotherhood (RCA Victor, 1972)
- Live at Willisau (Ogun, 1974)
- Procession (Ogun, 1978)
- Yes Please (In and Out, 1981)
- Travelling Somewhere (Cuneiform, 2001)
- Bremen to Bridgwater (Cuneiform, 2004)
- Eclipse at Dawn (Cuneiform, 2008)

Вместе с Harry Miller
- Family Affair (Ogun, 1977)
- Down South (Varajazz, 1984)
- Full Steam Ahead (Reel, 2009)
- Different Times, Different Places (Ogun, 2013)

Вместе с Soft Machine
- Fourth (CBS, 1971)
- BBC Radio 1 Live in Concert (Windsong, 1972)
- The Peel Sessions (Strange Fruit, 1990)
- Fourth/Fifth (Columbia, 1999)
- Backwards (Cuneiform, 2002)
- BBC Radio 1967–1971 (Hux, 2003)

Вместе с Китом Типпеттом
- You Are Here...I Am There (Polydor, 1970)
- Dedicated to You, But You Weren't Listening (Vertigo, 1971)
- Frames Music for an Imaginary Film (Ogun, 1978)
- A Loose Kite in a Gentle Wind Floating with Only My Will for an Anchor (Ogun, 1986)
- Live at Le Mans (Red Eye, 2007)

С другими музыкантами
- Graham Bell, Graham Bell (Charisma, 1972)
- Centipede, Septober Energy (RCA/Neon, 1971)
- Bob Downes, Hells Angels (Openian, 1975)
- Julie Driscoll, 1969 (Polydor, 1971)
- Eddy Grant, Eddy Grant (Torpedo, 1975)
- Hugh Hopper, Hopper Tunity Box (Compendium, 1977)
- Reg King, Reg King (United Artists, 1971)
- Didier Levallet, Scoop (In and Out, 1983)
- Mike Osborne, Marcel's Muse (Ogun, 1977)
- Soft Heap, Soft Heap (Charly, 1979)
- Julie Tippetts, Sunset Glow (Utopia, 1975)
- Gary Windo, His Master's Bones (Cuneiform, 1996)
- Gary Windo, Anglo American (Cuneiform, 2004)
- Robert Wyatt, The End of an Ear (CBS, 1970)